# Spoorlijn Dannemarie - Pfetterhouse
De Spoorlijn Dannemarie - Pfetterhouse was een Franse spoorlijn van Dannemarie naar Pfetterhouse. De lijn was 20,1 km lang en heeft als lijnnummer 133 000.

## Geschiedenis
De lijn werd aangelegd door de Reichseisenbahnen in Elsaß-Lothringen en geopend op 1 oktober 1910. Nadat de Elzas in 1918 weer Frans grondgebied werd nam het belang van de lijn sterk af. Internationaal reizigersvervoer werd opgeheven in 1946, reizigersverkeer tussen Dannemarie en Pfetterhouse in 1965. Tot 1970 vond er nog goederenvervoer plaats op de lijn, daarna is deze gesloten en opgebroken.

## Aansluitingen
In de volgende plaatsen was er een aansluiting op de volgende spoorlijnen:
Dannemarie
RFN 001 000, spoorlijn tussen Paris-Est en Mulhouse-Ville
Pfetterhouse
SBB 238, spoorlijn tussen Porrentruy en Bonfol